# LASP1
LASP1‏ (LIM and SH3 protein 1) هوَ بروتين يُشَفر بواسطة جين LASP1 في الإنسان.